# The Diving Board
The Diving Board è il trentaduesimo album in studio del cantante britannico Elton John, pubblicato il 13 settembre 2013.

## Descrizione
L'album è stato scritto da Elton in collaborazione con Bernie Taupin e prodotto da T-Bone Burnett. L'album è stato scritto in due giorni.
Il 24 giugno è stato lanciato il primo singolo Home Again, mentre il 28 agosto è stato pubblicato su YouTube un video per Mexican Vacation (Kids in the Candlelight).

## Tracce
1. Oceans Away
2. Oscar Wilde Gets Out
3. A Town Called Jubilee
4. The Ballad of Blind Tom
5. Dream #1 (interludio strumentale)
6. My Quicksand
7. Can't Stay Alone Tonight
8. Voyeur
9. Home Again
10. Take This Dirty Water
11. Dream #2 (interludio strumentale)
12. The New Fever Waltz
13. Mexican Vacation (Kids in the Candlelight)
14. Dream #3 (interludio strumentale)
15. The Diving Board

Tracce bonus dell'edizione Deluxe
1. Candlelit Bedroom
2. Home Again (live from Capitol Studios)
3. Mexican Vacation (Kids in the Candlelight) (live from Capitol Studios)
4. The New Fever Waltz (live from Capitol Studios)